# Tecnologia microelettronica
Con il termine tecnologia microelettronica si intende indicare, nell'ambito dei processi di realizzazione industriale di circuiti integrati (IC), la lunghezza del canale dei transistor che costituiscono il componente. Tale misura è significativa perché in un dato circuito integrato tutti i transistor hanno canali della medesima lunghezza (il progettista può viceversa intervenire sulla sua larghezza), e perché differenti lunghezze del canale determinano differenti prestazioni del componente e del sistema che tramite esso è realizzabile.
Si noti che negli ambiti di impiego di questo termine si fa implicitamente riferimento a transistor di tipo MOS e CMOS.
Nell'ambito delle tecnologie CMOS attualmente in produzione esistono tecnologie che vanno dai 500 ai 45 nanometri, recentemente anche di 32 nanometri.
Ogni tecnologia ha una sua peculiarità e campo di applicazione, ma generalmente le tecnologie più grandi sono le più vecchie e meno costose. Di contro hanno minori prestazioni in termine di densità di componenti per millimetro quadrato, velocità e consumi.
Ogni tecnologia è costituita da un insieme di regole e procedure che definiscono i vari aspetti che riguardano tutto il flusso di progettazione e produzione del circuito integrato:
Progettazione  : per disegnare in una tecnologia il progettista deve rispettare le regole di progetto (Design Rules) e ha a disposizione i modelli e le viste di sintesi, simulazione e layout dei componenti base. Il prodotto finale del progettista è il layout del chip, ovvero un file in cui sono contenute tutte le informazioni geometriche necessarie sufficienti per attivare il processo di produzione successivo. Un circuito integrato è costituito da una serie di strati di silicio, ossido e alluminio che devono essere disposti in un certo modo per formare i transistor e le connessioni tra di essi. Ognuno di questi strati corrisponde a uno o più processi di produzione  che sono regolati da una o più relative "maschere".  Nella maschera sono descritti i poligoni da disegnare sul IC e possono essere di ossido, silicio drogato o alluminio. Il set completo delle maschere di un processo, che si ricava dal file di layout, definisce in modo univoco tutte le operazioni da fare in produzione.
Produzione : ogni tecnologia ha un ben definito flusso di produzione in cui vengono specificati in dettaglio tutti i passi e le operazioni che la fetta di silicio grezza deve subire per diventare il circuito integrato. Sono definite le tolleranze di tutte le macchine coinvolte e le metodologie statistiche per controllare le rese finali all'uscita del flusso.
Ogni produttore di semiconduttori, in genere, ha le proprie tecnologie proprietarie (specialmente quelle in via di sviluppo) ma si assiste a una certa standardizzazione nell'ambito di una stessa famiglia (es 180 nm), per cui con pochi adattamenti si riesce a trasferire un disegno da un fabbricante all'altro. Questo succede più spesso per i disegni digitali, tradizionalmente più robusti, ma è più difficile per quelli analogici che sono più dipendenti dai parametri tecnologici e da effetti di secondo e terzo ordine.